# Кавателе (Фрозиноне)
Кавателе је насеље у Италији у округу Фрозиноне, региону Лацио.
Према процени из 2011. у насељу је живело 60 становника. Насеље се налази на надморској висини од 263 м.